# Lac Boundary
Pour les articles homonymes, voir Boundary.
Le lac Boundary (en anglais : Boundary Lake) est un lac américain dans le comté de Tuolumne, en Californie. Il est situé à 2 295 mètres d'altitude au sein de la Yosemite Wilderness, dans le parc national de Yosemite.